# 분배 함수 (통계역학)
분배 함수(分配函數, 영어: partition function) Z는 통계 역학에서 열역학적 평형에 있는 계의 통계적 성질을 계산하는 데 쓰는 중요한 개념이다. 분배 함수는 온도나 부피와 같은 열역학적 변수의 함수다. 자유 에너지, 엔트로피, 압력과 같은 열역학적 계의 거시 변수는 대부분 분배 함수나 분배 함수의 미분으로 표시할 수 있다.
분배 함수는 앙상블의 종류에 따라 몇 가지로 나뉜다. 바른틀 앙상블(canonical ensemble)은 일정한 온도, 부피, 입자의 개수를 유지하면서 주위 환경과 열을 교환할 수 있는 계에 적용되며, 바른틀 분배 함수로 기술한다. 큰 바른틀 앙상블(grand canonical ensemble)은 일정한 온도와 부피, 화학 퍼텐셜을 유지하면서 주위 환경과 열과 입자를 교환할 수 있는 계에 적용되며, 큰 바른틀 분배 함수로 기술한다. 기타 다른 분배 함수는 각각 다른 환경에서 정의한다.

## 바른틀 분배 함수

### 정의
온도와 계의 부피, 계 내부에 있는 입자의 수가 고정된 닫힌 계로 이루어진 앙상블을 바른틀 앙상블이라 한다. 계의 모든 미시상태에 일련 번호 {\displaystyle j}({\displaystyle j}=1,2,3, ...)를 붙이고, 계가 미시상태 {\displaystyle j}에 있을 때 계의 총 에너지를 {\displaystyle E_{j}}로 표기하자. 일반적으로 계의 불연속적인 양자상태를 미시상태로 간주한다.
바른틀 분배함수는 다음과 같다.
{\displaystyle Z=\sum _{j}e^{-\beta E_{j}}}
여기서 β는 보통 다음과 같이 정의한다.
{\displaystyle \beta \equiv {\frac {1}{k_{B}T}}}
T는 계의 온도를 뜻하며, kB은 볼츠만 상수다. 미시상태에 겹침(degeneracy) 상태가 존재할 경우, 분배함수는 다음과 같이 쓴다.
{\displaystyle Z=\sum _{j}g_{j}\cdot e^{-\beta E_{j}}}
여기서 {\displaystyle g_{j}}는 겹침 인자다..

#### 분배함수 유도
분배함수를 유도하는 접근법에는 여러가지가 있다. 다음 유도는 더 강력하고 일반적인 정보이론적 Jaynesian 최대 엔트로피 접근을 따른다.
열역학 제 2법칙에 의하면, 계는 열평형 상태에서 최대 엔트로피를 가짐을 가정한다. 다음과 같은 제약조건들
1. 상태들의 확률분포는 확률론의 두번째 공리를 만족한다. 즉, 모든 상태들에 대한 확률의 합은 1이다.{\displaystyle \sum _{i}\rho _{i}=1.}
2. 정준 앙상블에서, 평균 에너지는 고정되어있다.(에너지 보존법칙) {\displaystyle \langle E\rangle =\sum _{i}\rho _{i}E_{i}\equiv U.}

아래에서 이산 깁스 엔트로피{\displaystyle S=-k_{\text{B}}\sum _{i}\rho _{i}\ln \rho _{i}}
를 최대로 만드는 상태 {\displaystyle \rho _{i}}들의 확률분포를  찾을 것이다.
미적분학의 라그랑주 승수법과 비슷하게, 위 두 가지 조건과 변분법을 적용해서 라그랑지안 {\displaystyle {\mathcal {L}}}을
{\displaystyle {\mathcal {L}}=\left(-k_{\text{B}}\sum _{i}\rho _{i}\ln \rho _{i}\right)+\lambda _{1}\left(1-\sum _{i}\rho _{i}\right)+\lambda _{2}\left(U-\sum _{i}\rho _{i}E_{i}\right).}
로 쓴다. {\displaystyle {\mathcal {L}}}를 {\displaystyle \rho _{i}}에 대하여 변분하여 극대를 찾으면 {\displaystyle {\begin{aligned}0&\equiv \delta {\mathcal {L}}\\&=\delta \left(-\sum _{i}k_{\text{B}}\rho _{i}\ln \rho _{i}\right)+\delta \left(\lambda _{1}-\sum _{i}\lambda _{1}\rho _{i}\right)+\delta \left(\lambda _{2}U-\sum _{i}\lambda _{2}\rho _{i}E_{i}\right)\\&=\sum _{i}{\bigg [}\delta {\Big (}-k_{\text{B}}\rho _{i}\ln \rho _{i}{\Big )}+\delta {\Big (}\lambda _{1}\rho _{i}{\Big )}+\delta {\Big (}\lambda _{2}E_{i}\rho _{i}{\Big )}{\bigg ]}\\&=\sum _{i}\left[{\frac {\partial }{\partial \rho _{i}}}{\Big (}-k_{\text{B}}\rho _{i}\ln \rho _{i}{\Big )}\,\delta (\rho _{i})+{\frac {\partial }{\partial \rho _{i}}}{\Big (}\lambda _{1}\rho _{i}{\Big )}\,\delta (\rho _{i})+{\frac {\partial }{\partial \rho _{i}}}{\Big (}\lambda _{2}E_{i}\rho _{i}{\Big )}\,\delta (\rho _{i})\right]\\&=\sum _{i}{\bigg [}-k_{\text{B}}\ln \rho _{i}-k_{\text{B}}+\lambda _{1}+\lambda _{2}E_{i}{\bigg ]}\,\delta (\rho _{i}).\end{aligned}}}
이 등식은 임의의 변분 {\displaystyle \delta (\rho _{i})}에 대해 성립해야 하므로, {\displaystyle 0\equiv -k_{\text{B}}\ln \rho _{i}-k_{\text{B}}+\lambda _{1}+\lambda _{2}E_{i}.}이를 {\displaystyle \rho _{i}}에 대해 정리하면{\displaystyle \rho _{i}=\exp \left({\frac {-k_{\text{B}}+\lambda _{1}+\lambda _{2}E_{i}}{k_{\text{B}}}}\right).}{\displaystyle \lambda _{1}}를 얻기 위해, 첫번째 제약조건을 쓴다:{\displaystyle {\begin{aligned}1&=\sum _{i}\rho _{i}\\&=\exp \left({\frac {-k_{\text{B}}+\lambda _{1}}{k_{\text{B}}}}\right)Z,\end{aligned}}}여기서 {\displaystyle Z}는 정준 앙상블 분배함수{\displaystyle Z\equiv \sum _{i}\exp \left({\frac {\lambda _{2}}{k_{\text{B}}}}E_{i}\right).}로 정의된 상수이다. {\displaystyle \lambda _{1}}에 대해 정리하면, {\displaystyle \lambda _{1}=-k_{\text{B}}\ln(Z)+k_{\text{B}}}.
{\displaystyle \rho _{i}}를 {\displaystyle Z}를 이용해 다시 쓰면{\displaystyle \rho _{i}={\frac {1}{Z}}\exp \left({\frac {\lambda _{2}}{k_{\text{B}}}}E_{i}\right).}{\displaystyle S}를 {\displaystyle Z}로 다시 쓰면{\displaystyle {\begin{aligned}S&=-k_{\text{B}}\sum _{i}\rho _{i}\ln \rho _{i}\\&=-k_{\text{B}}\sum _{i}\rho _{i}\left({\frac {\lambda _{2}}{k_{\text{B}}}}E_{i}-\ln(Z)\right)\\&=-\lambda _{2}\sum _{i}\rho _{i}E_{i}+k_{\text{B}}\ln(Z)\sum _{i}\rho _{i}\\&=-\lambda _{2}U+k_{\text{B}}\ln(Z).\end{aligned}}}{\displaystyle \lambda _{2}}를 얻기 위해, {\displaystyle S}를 평균에너지 {\displaystyle U}에 대해 미분하고 열역학 제 1법칙 {\displaystyle dU=TdS-PdV}를 적용하면,{\displaystyle {\frac {dS}{dU}}=-\lambda _{2}\equiv {\frac {1}{T}}.}즉 정준 분배 함수 {\displaystyle Z}는{\displaystyle Z\equiv \sum _{i}e^{-\beta E_{i}}}여기서  {\displaystyle \beta \equiv 1/(k_{\text{B}}T)}는 열역학적 베타로 정의되었다. 마지막으로 확률분포 {\displaystyle \rho _{i}}와 엔트로피 {\displaystyle S}는 각각{\displaystyle {\begin{aligned}\rho _{i}&={\frac {1}{Z}}e^{-\beta E_{i}},\\S&={\frac {U}{T}}+k_{\text{B}}\ln Z.\end{aligned}}}

#### 고전적인 연속계(여러 개의 동일한 입자)
고전 역학에서는 입자의 위치와 운동량 변수가 연속적으로 변할 수 있으므로 미시 상태들의 집합은 실제로 비가산 집합이다. 고전적인 통계 역학에서는 분배 함수를 이산 항의 합으로 표현하는 것이 다소 부정확하다. 이 경우 합이 아닌 적분을 사용하여 분배 함수를 설명해야 한다. 고전적이고 연속적인 바른틀 앙상블의 경우 바른틀 분배 함수는 다음과 같이 정의된다.{\displaystyle \sum _{s}P_{s}={\frac {1}{Z}}\sum _{s}e^{-\beta E_{s}}={\frac {1}{Z}}Z=1.}여기서
- {\displaystyle h}는 플랑크 상수
- {\displaystyle \beta }는 열역학적 베타이며 {\displaystyle {\tfrac {1}{k_{\text{B}}T}}}과 같이 정의된다.
- {\displaystyle H(q,p)}는 계의 해밀토니안.
- {\displaystyle q}는 정준 위치.
- {\displaystyle p}는 정준 운동량.

무차원 양으로 만들려면 이를 {\displaystyle h}로 나누어야 한다. {\displaystyle h}는 작용과 같은 단위가 있는 수량이다(보통 플랑크 상수로 간주됨).

#### 고전적인 연속 계(여러 개의 동일한 입자)
3차원에서 {\displaystyle N}개의 동일한 고전 입자들의 기체의 경우  분배 함수는 다음과 같다.{\displaystyle Z={\frac {1}{h^{3}}}\int e^{-\beta H(q,p)}\,\mathrm {d} ^{3}q\,\mathrm {d} ^{3}p,}여기서:
- {\displaystyle h}는 플랑크 상수
- {\displaystyle \beta }는 열역학적 베타이며 {\displaystyle {\tfrac {1}{k_{\text{B}}T}}}과 같이 정의된다.
- {\displaystyle i}는 계의 입자에 대한 첨자이다.
- {\displaystyle H}는 각 입자의 해밀토니안이다.
- {\displaystyle q_{i}}는 각 입자의 표준 위치이다.
- {\displaystyle p_{i}}는 각 입자의 표준 운동량이다.
- {\displaystyle \mathrm {d} ^{3}}는  {\displaystyle q_{i}}와  {\displaystyle p_{i}}가 3차원 공간의 벡터라는 것을 나타내는 약식 표기법이다..

계승 (수학) 인자 N!이 있는 이유는 아래에서 논의된다. 분모에 추가 상수 인자가 도입된 이유는 이산 형태와 달리 위에 표시된 연속 형태가 무차원이 아니기 때문이다. 이전 절에서 언급한 바와 같이, 이를 무차원 양으로 만들려면 이를 {\displaystyle h^{3N}}(여기서 {\displaystyle h}는 일반적으로 플랑크 상수로 간주됨)으로 나누어야 한다.

#### 양자역학적 이산계
양자 역학적이고 이산적인 표준 앙상블의 경우 표준 분배 함수는 볼츠만 인자의 대각합으로 정의된다.{\displaystyle Z=\operatorname {tr} (e^{-\beta {\hat {H}}})}여기서:
- {\displaystyle \operatorname {tr} (\circ )}는 행렬의 대각합
- {\displaystyle \beta }는 열역학적 베타이며 {\displaystyle {\tfrac {1}{k_{\text{B}}T}}}과 같이 정의된다.
- {\displaystyle {\hat {H}}}는 해밀토니안 연산자

{\displaystyle e^{-\beta {\hat {H}}}}의 차원은 계의 에너지 고유 상태들의 수이다.

#### 양자역학적 연속계
양자 역학적이고 연속적인 표준 앙상블의 경우 표준 분배 함수는 다음과 같이 정의된다.{\displaystyle Z=\operatorname {tr} (e^{-\beta {\hat {H}}}),}여기서 gj는 축퇴 인자 또는 E j = E s 로 정의된 동일한 에너지 수준을 갖는 양자 상태 s 의 수이다.
- {\displaystyle h}는 플랑크 상수
- {\displaystyle \beta }는 열역학적 베타이며 {\displaystyle {\tfrac {1}{k_{\text{B}}T}}}과 같이 정의된다.
- {\displaystyle {\hat {H}}}는 해밀턴 연산자이다.
- {\displaystyle q}는 정준 위치이다.
- {\displaystyle p}는 정준 운동량이다.

동일한 에너지 Es를 공유하는 여러 양자 상태갖는 계에서는 계의 에너지 준위가 축퇴 된다고 한다. 축퇴된 에너지 준위의 경우, 에너지 준위( j 로 표시)의 기여 측면에서 분배 함수를 다음과 같이 작성할 수 있다.{\displaystyle Z=\sum _{j}g_{j}\cdot e^{-\beta E_{j}},}여기서 g j는 축퇴 인자 또는 E j = E s 로 정의된 동일한 에너지 수준을 갖는 양자 상태 s 의 수입니다.
위의 처리는 유한 크기 상자 내부의 물리적 계가 일반적으로 위 의 상태로 사용할 수 있는 개별 에너지 고유 상태 집합을 갖는 양자 통계 역학에 적용된다. 양자 역학에서 분배 함수는 상태 공간에 대한 추적으로 더 공식적으로 작성될 수 있다( 기저 선택과 무관함).{\displaystyle Z=\operatorname {tr} (e^{-\beta {\hat {H}}}),}여기서 Ĥ는 양자 해밀토니안 연산자이다. 연산자의 지수는 지수 거듭제곱 급수를 사용하여 정의할 수 있다.
추적이 결맞는 상태로 표현되고 입자의 위치와 운동량에 대한 양자 역학적 불확정성이 무시할 수 있는 것으로 간주되면 Z의 고전적 형태가 회복된다. 공식적으로 브라-켓 표기법을 사용하여 각 자유도에 대한 대각합 아래에 항등식을 삽입한다.{\displaystyle {\boldsymbol {1}}=\int |x,p\rangle \langle x,p|{\frac {dx\,dp}{h}},}여기서 |x, p⟩는 위치 x 와 운동량 p 를 중심으로 하는 정규화된 가우스 파속이다. 따라서{\displaystyle Z=\int \operatorname {tr} \left(e^{-\beta {\hat {H}}}|x,p\rangle \langle x,p|\right){\frac {dx\,dp}{h}}=\int \langle x,p|e^{-\beta {\hat {H}}}|x,p\rangle {\frac {dx\,dp}{h}}.}결맞는 상태는 두 연산자 {\displaystyle {\hat {x}}}와 {\displaystyle {\hat {p}}}의 근사적인 고유 상태이다. 따라서 해밀턴 Ĥ의 경우에도 불확정성 크기의 오류가 있다. Δx과 Δp이 0으로 간주될 수 있는 경우 Ĥ 의 작용은 고전 해밀턴에 의한 곱셈으로 축소되고 Z는 고전 구성 적분으로 축소된다.

### 확률론과의 연결
단순화를 위해 이 절에서는 분배 함수의 이산형 형식을 사용한다. 우리의 결과는 연속형에도 동일하게 적용된다.
열원 B에 내장된 계 S를 생각하자. 두 계의 총 에너지를 E라 하자. pi 는 계 S가 에너지 Ei 를 갖는 특정 미시 상태 i에 있을 확률을 나타낸다. 통계 역학의 기본 가정(계가 놓일 수 있는 가능한 모든 미시 상태들의 확률이 동일하다)에 따르면 확률 p i는 전체 닫힌 계의 미시 상태 수 (S, B)에 반비례한다. 여기서 S는 다음과 같다. 에너지 Ei를 가진 미시 상태 i에서. 동등하게, pi는 에너지 E − E i 를 갖는 열원 B의 미세 상태 수에 비례한다.{\displaystyle p_{i}={\frac {\Omega _{B}(E-E_{i})}{\Omega _{(S,B)}(E)}}.}열탕의 내부 에너지가 S의 에너지( E ≫ E i )보다 훨씬 크다고 가정하면 {\displaystyle \Omega _{B}}를 Ei 에 대해 1차 테일러 전개 할 수 있다. 그리고 열역학적 관계 {\displaystyle \partial S_{B}/\partial E=1/T}를 사용한다. 각각 수조의 엔트로피 {\displaystyle S_{B}}와 온도 {\displaystyle T}는 다음과 같다.{\displaystyle {\begin{aligned}k\ln p_{i}&=k\ln \Omega _{B}(E-E_{i})-k\ln \Omega _{(S,B)}(E)\\[5pt]&\approx -{\frac {\partial {\big (}k\ln \Omega _{B}(E){\big )}}{\partial E}}E_{i}+k\ln \Omega _{B}(E)-k\ln \Omega _{(S,B)}(E)\\[5pt]&\approx -{\frac {\partial S_{B}}{\partial E}}E_{i}+k\ln {\frac {\Omega _{B}(E)}{\Omega _{(S,B)}(E)}}\\[5pt]&\approx -{\frac {E_{i}}{T}}+k\ln {\frac {\Omega _{B}(E)}{\Omega _{(S,B)}(E)}}\end{aligned}}}따라서
{\displaystyle p_{i}\propto e^{-E_{i}/(kT)}=e^{-\beta E_{i}}.}
일부 미시상태(모든 pi의 합)에서 계를 찾을 전체 확률은 1이여야 한다. 비례 상수가 정규화 상수여야 한다는 것을 알고 있으므로 분배 함수를 다음 상수로 정의할 수 있다.{\displaystyle Z=\sum _{i}e^{-\beta E_{i}}={\frac {\Omega _{(S,B)}(E)}{\Omega _{B}(E)}}.}

### 열역학적 총 에너지 계산
분배함수의 유용성을 입증하기 위해 총 에너지의 열역학적 값을 계산해 보겠다. 이는 단순히 에너지에 대한 기대값 또는 앙상블 평균이며, 확률에 따라 가중된 미시상태 에너지의 합이다.{\displaystyle \langle E\rangle =\sum _{s}E_{s}P_{s}={\frac {1}{Z}}\sum _{s}E_{s}e^{-\beta E_{s}}=-{\frac {1}{Z}}{\frac {\partial }{\partial \beta }}Z(\beta ,E_{1},E_{2},\cdots )=-{\frac {\partial \ln Z}{\partial \beta }}}또는 동등하게,{\displaystyle \langle E\rangle =k_{\text{B}}T^{2}{\frac {\partial \ln Z}{\partial T}}.}덧붙여서, 미시상태 에너지가 다음과 같은 방식으로 매개변수 λ에 의존한다면 주목해야 한다.{\displaystyle E_{s}=E_{s}^{(0)}+\lambda A_{s}\qquad {\text{for all}}\;s}그러면 A의 기대값은 다음과 같다.{\displaystyle \langle A\rangle =\sum _{s}A_{s}P_{s}=-{\frac {1}{\beta }}{\frac {\partial }{\partial \lambda }}\ln Z(\beta ,\lambda ).}이는 많은 미세한 양의 기대값을 계산하는 방법을 제공한다. 우리는 그 양을 미시상태 에너지(또는 양자역학의 언어로 해밀턴에)에 인위적으로 추가하고, 새로운 분배 함수와 기대값을 계산한 다음, 최종 표현식에서 λ 를 0으로 설정한다. 이는 양자장론의 경로 적분 공식화에 사용되는 소스 필드 방법과 유사하다.

### 열역학적 변수와의 관계
이 절에서는 분배 함수와 계의 다양한 열역학적 매개변수 사이의 관계를 설명한다. 이러한 결과는 이전 섹션의 방법과 다양한 열역학적 관계를 사용하여 도출할 수 있다.
이미 살펴보았듯이 열역학적 에너지는{\displaystyle \langle E\rangle =-{\frac {\partial \ln Z}{\partial \beta }}.}에너지의 변화 (또는 "에너지 변동")는 다음과 같다.{\displaystyle \langle (\Delta E)^{2}\rangle \equiv \langle (E-\langle E\rangle )^{2}\rangle ={\frac {\partial ^{2}\ln Z}{\partial \beta ^{2}}}.}열용량은{\displaystyle C_{v}={\frac {\partial \langle E\rangle }{\partial T}}={\frac {1}{k_{\text{B}}T^{2}}}\langle (\Delta E)^{2}\rangle .}일반적으로 X와 Y가 한 쌍의 켤레 변수를 형성하는 확장 변수 X와 집중 변수 Y를 고려한다. Y가 고정되어 있고 X가 변동할 수 있는 앙상블에서 X의 평균 값은 다음과 같다.{\displaystyle C_{v}={\frac {\partial \langle E\rangle }{\partial T}}={\frac {1}{k_{\text{B}}T^{2}}}\langle (\Delta E)^{2}\rangle .}부호는 변수 X와 Y의 특정 정의에 따라 달라진다. 예를 들어 X = 부피, Y = 압력이다. 또한 X의 분산은 다음과 같다.{\displaystyle C_{v}={\frac {\partial \langle E\rangle }{\partial T}}={\frac {1}{k_{\text{B}}T^{2}}}\langle (\Delta E)^{2}\rangle .}엔트로피의 특별한 경우, 엔트로피는 다음과 같이 주어진다.{\displaystyle \langle X\rangle =\pm {\frac {\partial \ln Z}{\partial \beta Y}}.}여기서 A는 A = U − TS 로 정의된 헬름홀츠 자유 에너지이다. 여기서 U = ⟨E⟩는 총 에너지이고 S는 엔트로피이다.{\displaystyle \langle (\Delta X)^{2}\rangle \equiv \langle (X-\langle X\rangle )^{2}\rangle ={\frac {\partial \langle X\rangle }{\partial \beta Y}}={\frac {\partial ^{2}\ln Z}{\partial (\beta Y)^{2}}}.}또한 열용량은 다음과 같이 표현될 수 있다.{\displaystyle S\equiv -k_{\text{B}}\sum _{s}P_{s}\ln P_{s}=k_{\text{B}}(\ln Z+\beta \langle E\rangle )={\frac {\partial }{\partial T}}(k_{\text{B}}T\ln Z)=-{\frac {\partial A}{\partial T}}}

### 부분 계의 분배 함수
계가 무시할 수 있는 상호작용 에너지를 갖는 N 개의 부분 계로 세분화된다고 가정한다. 즉, 입자가 본질적으로 상호작용하지 않는다고 가정할 수 있다. 부분 계의 분배 함수가 ζ 1, ζ 2, ...ζ N인 경우, 전체 계의 분배 함수는 개별 분배 함수의 곱이다.{\displaystyle A=\langle E\rangle -TS=-k_{\text{B}}T\ln Z.}부분 계가 동일한 물리적 특성을 갖는 경우 해당 분배 함수는 동일하다. ζ 1 = ζ 2 = ... = ζ, 이 경우{\displaystyle C_{v}=T{\frac {\partial S}{\partial T}}=-T{\frac {\partial ^{2}A}{\partial T^{2}}}.}그러나 이 규칙에는 잘 알려진 예외가 있다. 부분계가 실제로 동일한 입자라면 원칙적으로도 구별이 불가능하다는 양자 역학적 의미에서 전체 분배 함수를 N !으로 나눈다:{\displaystyle Z=\zeta ^{N}.}이는 미시 상태들의 수를 "과잉 계산"하지 않도록 하기 위한 것이다. 이것이 이상한 요구 사항처럼 보일 수도 있지만 실제로는 그러한 계에 대한 열역학적 한계를 두는 것이 필요하다. 이것은 깁스 역설로 알려져 있다.

### 물리적 의미
분배 함수는 온도 T와 미시상태 i의 에너지 Ei의 함수다. 또한 미시상태의 에너지는 입자의 개수, 계의 부피와 같은 열역학적 변수의 함수다. 미시상태의 에너지를 계산해서 분배함수를 구성할 수 있으면, 그 분배함수에서 계의 다른 열역학적 특성을 계산해낼 수 있다.
또한 분배 함수에는 중요한 통계적 의미가 있다. 계가 미시상태 j에 있을 확률 Pj은 다음과 같이 쓸 수 있다.
{\displaystyle P_{j}={\frac {1}{Z}}e^{-\beta E_{j}}.}
여기서 {\displaystyle e^{-\beta E_{j}}}는 볼츠만 인자다. 여기서 분배함수는 확률값의 합을 1로 만드는 틀맞춤(Normalization) 상수로 쓰였다.
{\displaystyle \sum _{j}P_{j}={\frac {1}{Z}}\sum _{j}e^{-\beta E_{j}}={\frac {1}{Z}}Z=1.}
"분배 함수"라는 이름은 각각 다른 미시상태의 확률을 '분배'한다고 해서 붙여진 이름이다. Z란 문자는 독일어 단어 Zustandssumme에서 왔으며 "상태의 합(영어: "sum over states")"이란 뜻이다. 분배 함수의 유용성은 계의 거시적 열역학적 양이 분배 함수의 도함수를 통해 계의 미시적 세부 사항과 관련될 수 있다는 사실에서 비롯된다.  분배 함수를 찾는 것은 상태 밀도 함수의 에너지 영역에서 β 영역으로 라플라스 변환을 수행하는 것과 동일하며, 분배 함수의 역 라플라스 변환으로 에너지의 상태 밀도 함수를 얻는다.

## 큰 바른틀 분배 함수
저장소와 열과 입자를 모두 교환할 수 있는 일정 부피 계의 통계를 설명하는 큰 바른틀 앙상블에 대한 큰 바른틀 분배 함수를 정의할 수 있다. 저장소는 일정한 온도 T 와 화학 포텐셜 μ를 갖는다.
큰 바른틀 분배 함수는 {\displaystyle {\mathcal {Z}}}과 같이 표시된다. 이는 미시상태에 대한 다음과 같은 합이다.
{\displaystyle {\mathcal {Z}}(\mu ,V,T)=\sum _{i}\exp \left({\frac {N_{i}\mu -E_{i}}{k_{B}T}}\right).}
여기에서 각 미시 상태는 {\displaystyle i}로 표시되고 총 입자 수 {\displaystyle N_{i}}과 총 에너지 {\displaystyle E_{i}}를 갖는다. 이 분배 함수는 아래 관계에 의해 큰 퍼텐셜 {\displaystyle \Phi _{\rm {G}}}과 밀접한 관련이 있다.
{\displaystyle -k_{B}T\ln {\mathcal {Z}}=\Phi _{\rm {G}}=\langle E\rangle -TS-\mu \langle N\rangle .}
이는 헬름홀츠 자유 에너지와 관련된 위의 정준 분배 함수와 대조될 수 있다.
여기서는 에너지의 변화뿐만 아니라 입자 수의 변화도 고려하기 때문에 큰 바른틀 앙상블의 미시 상태들의 수가 표준 앙상블보다 훨씬 클 수 있다는 점에 유의하는 것이 중요하다. 다시 말하지만, 큰 바른틀 분배 함수의 유용성은 계가 {\displaystyle i} 상태에 있을 확률과 관련이 있다는 것이다:
{\displaystyle p_{i}={\frac {1}{\mathcal {Z}}}\exp \left({\frac {N_{i}\mu -E_{i}}{k_{B}T}}\right).}
큰 정준 앙상블의 중요한 적용은 상호작용하지 않는 다체 양자 기체의 통계(페르미온에 대한 페르미-디랙 통계, 보존에 대한 보스-아인슈타인 통계)를 정확하게 도출하는 데 있지만, 그보다 훨씬 더 일반적으로 적용 가능하다. 큰 정준 앙상블은 고전 계를 설명하거나 심지어 상호작용하는 양자 기체를 설명하는 데에도 사용될 수 있다.
큰 분배 함수는 때때로 대체 변수의 관점에서과 같이 (동등하게) 작성된다.
{\displaystyle {\mathcal {Z}}(z,V,T)=\sum _{N_{i}}z^{N_{i}}Z(N_{i},V,T),}
여기서 {\displaystyle z\equiv \exp(\mu /k_{B}T)}는 절대 활성(또는 fugacity )으로 알려져 있으며 {\displaystyle Z(N_{i},V,T)}는 정준 분배 함수이다.

## 같이 보기
- 비리얼 정리
- 분배 함수 (확률론)
- 분배 함수(양자장론)
- 위덤 대입 방법

## 참고 문헌
- Huang, Kerson (1990). 《Statistical Mechanics》. Wiley, John & Sons, Inc. ISBN 0-471-81518-7.
- Pathria, R.K. (1996). 《Statistical Mechanics, Second Edition》. Butterworth-Heinemann. ISBN 978-0-7506-2469-5.
- Isihara, A. (1971). 《Statistical Physics》. New York: Academic Press. ISBN 0-12-374650-7.
- Kelly, James J. (2002). “Ideal Quantum Gases” (PDF). 《Lecture notes》.
- Landau, L. D.; Lifshitz, E. M. (1996). 《Statistical Physics》. Part 1 3판. Oxford: Butterworth-Heinemann. ISBN 0-08-023039-3.
- Vu-Quoc, L. (2008). “Configuration integral (statistical mechanics)”. 2012년 4월 28일에 원본 문서에서 보존된 문서.